# Caseolus abjectus
Caseolus abjectus (лат.) — вид наземных лёгочных улиток из семейства Geomitridae или Hygromiidae. Является эндемиком архипелага Мадейра (Португалия).
Численности вида угрожает антропогенная деятельность в местах обитания. МСОП присвоил таксону охранный статус «Вызывающие наименьшие опасения» (LC).

## Классификация
На декабрь 2018 года выделяют 2 подвида:
- Caseolus abjectus candisatus (L. Pfeiffer, 1846)
- Caseolus abjectus nesiotes (Wollaston, 1878)